# Emily Deschanel
Emily Erin Deschanel (Los Angeles, Califòrnia, 11 d'octubre de 1976) és una actriu estatunidenca, coneguda per interpretar a la doctora Temperance Brennan a la sèrie de televisió Bones.

## Biografia
És filla del director de fotografia Caleb Deschanel i de l'actriu Mary Jo Deschanel. Té ascendència irlandesa i francesa. És la germana gran de l'actriu, cantant i compositora, Zooey Deschanel. Va anar a la Universitat Harvard-Westlake i Crossroads School a Los Angeles, abans de graduar-se en el Programa de Formació d'Actors de la Universitat de Boston com a professional amb una llicenciatura en Belles Arts en Teatre.

## Carrera
Va fer el seu debut en el cine amb la pel·lícula It Could Happen to You (1994). El seu següent paper destacat va ser a la pel·lícula escrita per Stephen King, Stephen King's Rose Red del 2002, després va aparèixer a Cold Mountain, The Alamo i Glory Road. El 2004 va estar a la llista de les "sis actrius per a veure" per la revista Interview.
El 2005, va protagonitzar la pel·lícula de terror, Boogeyman interpretant el paper de Kate Houghton. Aquell mateix any va ser escollida pel paper de la Doctora Temperance Brennan a Bones, una sèrie de la Fox basada en l'heroïna de les novel·les de la antropòloga forense Kathy Reichs. Per la seva actuació va estar nominada al Premi Satellite (2006) i també per als Teen Choice Awards (2007). Va desenvolupar aquest paper durant dotze temporades i va exercir, a més, com a coproductora des de l'inici de la tercera temporada de la sèrie, i com a productora des de mitjans de la quarta temporada, juntament amb el seu company a la sèrie David Boreanaz.
Juntament amb Alyson Hannigan, Jaime King, Minka Kelly i Katharine McPhee va fer un video d'una festa de pijames que apareix a FunnyorDie.com per a promoure controls per a la detecció del càncer de mama per a l'organització Stand Up 2 Cancer.

## Vida personal
Deschanel és vegana i una compromesa defensora dels drets dels animals. Se la pot veure en un video d'Access Hollywood en l'esdeveniment de llençament del llibre de Karen Dawn Agraïnt al Mico: replantejar-se la manera com tractem als animals, opinant que els vegetarians i les dietes veganes ajuden al medi ambient. Un video a la seva pàgina web parla de la importància dels drets dels animals. També ha fet el video "La crua realitat dels làctics", on compara la seva maternitat plàcida i feliç amb el patiment de les vaques al desposseir-les del seus vedells al néixer.
Es va casar el 25 de setembre del 2010 amb l'escriptor i actor David Hornsby durant una petita cerimònia privada a Los Ángeles. El primer fill de la parella, Henry Lamar Hornsby, va néixer el 21 de setembre del 2011. El 8 de juny del 2015, va donar allum al seu segon fill, Calvin Hornsby.

## Filmografia

### Cinema
| Any  | Pel·lícula             | Personatge                           | Notes               |
| ---- | ---------------------- | ------------------------------------ | ------------------- |
| 1994 | It Could Happen to You | Activista contra l'ús de pell animal |                     |
| 2000 | It's a Shame About Ray | Maggie                               | Curt                |
| 2001 | The Heart Department   | Maude Allyn                          | Pel·lícula per a TV |
| 2003 | The Dan Show           | Sam                                  | Pel·lícula per a TV |
| 2003 | Easy                   | Laura Harris                         |                     |
| 2003 | Cold Mountain          | Sra. Morgan                          |                     |
| 2004 | The Alamo              | Rosanna Travis                       |                     |
| 2004 | Spider-Man 2           | Recepcionista                        |                     |
| 2004 | Old Tricks             | Mujer                                | Curt                |
| 2005 | Boogeyman              | Kate Houghton                        |                     |
| 2005 | Mute                   | Claire                               | Curt                |
| 2005 | That Night             | Annie                                |                     |
| 2006 | Glory road             | Mary Haskins                         |                     |
| 2009 | My Sister's Keeper     | Dra. Farquad                         |                     |
| 2011 | The Perfect Family     | Shannon Cleary                       |                     |

### Televisió
| Any         | Sèrie                             | Personatge              | Notes                                     |
| ----------- | --------------------------------- | ----------------------- | ----------------------------------------- |
| 2002        | Stephen King's Rose Red           | Pam Asbury              | Minisèrie; 3 episodis                     |
| 2002        | Law & Order: Special Victims Unit | Cassie Germaine         | "Surveillance"                            |
| 2002        | Providence                        | Annie Frank             | 2 episodis                                |
| 2004        | Crossing Jordan                   | Michelle                | "All the News Fit to Print"               |
| 2005 - 2017 | Bones                             | Dra. Temperance Brennan | Protagonista                              |
| 2009        | Tit for Tat                       | Emily                   |                                           |
| 2010        | The Cleveland Show                | Julia Robertson         | "Cleveland Live!". Veu                    |
| 2015        | Sleepy Hollow                     | Dra. Temperance Brennan | Estrella convidada. Temporada 3 episodi 5 |

## Premis i nominacions
| Any  | Premi                  | Categoria                                     | Títol | Resultat |
| ---- | ---------------------- | --------------------------------------------- | ----- | -------- |
| 2006 | Satellite Awards       | Millor Actriu de Sèrie Dramàtica              | Bones | Nominada |
| 2007 | Teen Choice Awards     | Actriu de TV: Drama                           | Bones | Nominada |
| 2011 | Teen Choice Awards     | Actriu de TV: Drama                           | Bones | Nominada |
| 2011 | People's Choice Awards | Lluitadora del crim preferida de la televisió | Bones | Nominada |
| 2012 | People's Choice Awards | Actriu Preferida de TV: Drama                 | Bones | Nominada |
| 2012 | Teen Choice Awards     | Actriu de TV: Drama                           | Bones | Nominada |